# Мито-под-Дюмб'єром
Ми́то-под-Дюмб'єром (словац. Mýto pod Ďumbierom) — село в окрузі Брезно Банськобистрицького краю Словаччини. Станом на грудень 2015 року в селі проживало 515 людей. 
Протікає річка Штявнічка.

## Населення
| Рік:            | 1994. | 2004.   | 2014.   | 2024.   |
| --------------- | ----- | ------- | ------- | ------- |
| Кількість осіб: | 571   | 542     | 524     | 500     |
| Різниця:        |       | -5,07 % | -3,32 % | -4,58 % |

| Рік:            | 2023. | 2024.   |
| --------------- | ----- | ------- |
| Кількість осіб: | 502   | 500     |
| Різниця:        |       | -0,39 % |